# Replay Dance Mania Happy Hits
Replay Dance Mania Happy Hits gavs ut den 30 november 2005 och innehåller alla hits som varit landsplågor med stort L.

## Låtlista
1. Schnappi, das kleine krokodil – DJ Apfelstrudel
2. The ketchup song (Asereje) – Barraza
3. Macarena – Xavi Raz & Anthony Cruz
4. Bailando – Cam Bonvié
5. Looking for freedom – Mood feat. Mc Fard
6. Da da da – DJ Ubel Klaus
7. Bamboleo – Barraza
8. Don't worry be happy – DJ Angus feat. Midnight Girl
9. Duck song – Don Donald
10. Vamos ala playa – Vasco & Millboy
11. Boys – Bass 4 The Nation
12. Axel F – Dan J